# Robert Harris (évêque)
Pour les articles homonymes, voir Robert Harris (écrivain) et Harris.
Robert Harris, né à Montréal le 24 septembre 1944, est un évêque canadien, évêque de Saint-Jean, au Nouveau-Brunswick de 2007 à 2019. 

## Biographie
Il a été ordonné prêtre en 1969, et évêque en 2002. 
Diplômé en théologie du Grand séminaire de Montréal et il a également obtenu une licence en droit canonique de l’Université pontificale grégorienne de Rome. Prêtre dans de nombreuses paroisses anglophones de Montréal, il a été vice-chancelier, directeur de la pastorale des vocations, coordonnateur général de la pastorale et vicaire épiscopal du secteur anglophone du diocèse. 
Il est de 2002 à 2007 évêque auxiliaire de Sault-Sainte-Marie, en Ontario et évêque titulaire de Trofimiana (de). 
Le pape Benoît XVI l’a nommé à Saint-Jean le 8 mai 2007, où il succède à Martin Currie, administrateur apostolique du diocèse depuis la retraite de Faber MacDonald, en septembre 2006.
À la Conférence des évêques catholiques du Canada (CECC), il a siégé à la « Commission des communications sociales du secteur anglais » et présidé la « Commission de droit canonique/inter-rites ».
Il se retire le 15 octobre 2019. 

## Le diocèse de Saint-Jean
Le diocèse de Saint-Jean compte 65 prêtres diocésains, trois prêtres religieux, deux diacres permanents, 121 religieux et religieuses, et 20 agents de pastorale laïcs au service d’une population de plus de 115 000 catholiques répartis dans 91 paroisses et missions. 